# Etta Palm d'Aelders
Etta Palm d'Aelders (Groningen, aprile 1743 – L'Aia, 28 marzo 1799) è stata un'attivista femminista olandese, la quale svolse attività di spionaggio prima e durante la Rivoluzione del 1789 in Francia.

## Biografia
Etta Lubina Johanna Aelders era figlia di un prestatore su pegno, Jacobus Aelders van Nieuwenhuys, e di Aghata Petronella de Sitter. Quando il padre morì lasciando la figlia orfana ad appena sei anni, la madre riprese il mestiere del marito ma il figlio del socio in affari di Jacobus trovò il modo di espropriarla di tutti i suoi averi.
Etta crebbe rivelando le sue doti di una viva intelligenza che le aveva consentito di imparare molto presto ben tre lingue: il tedesco, l'inglese e il francese. Profittando della sua bellezza e soprattutto noncurante della sua reputazione, Betta ebbe diversi amanti che abbandonava dopo poco tempo. A diciannove anni conobbe il figlio di un procuratore di Haarlem, Christiaan Ferdinand Lodewijk Palm che la sposò nel 1762. La prematura morte di una figlia, dalla dubbia paternità, accelerò la rottura del matrimonio, segnato dalle ripetute infedeltà di Etta.
Etta lasciò il suo consorte e si stabilì ad Amsterdam dove conobbe e sedusse un giovane avvocato di Groningen, Jan Munniks, che per lei abbandonò la sua famiglia. Il giovane, nominato console a Messina, avrebbe voluto che Etta lo accompagnasse ma durante il viaggio la giovane preferì fermarsi a Parigi.

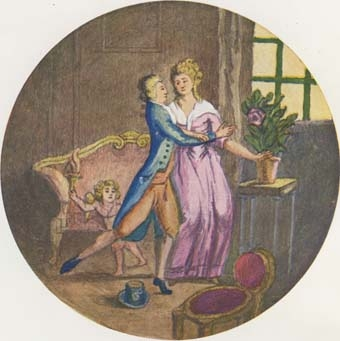
Etta Palm fra le braccia di un amante

A Parigi Etta, decisa a condurre la sua vita secondo le sue inclinazioni, prese dimora vicino al Palais Royal, nella rue Viledo, in un quartiere frequentato dalla cattiva società parigina e in una catapecchia che fece restaurare a spese dei suoi amanti. Qui la giovane allestì il suo salotto che le diede fama di cortigiana affermata.
Tutti quelli che la conoscevano concordavano sulla sua bellezza e sulla sua disponibilità sessuale tanto da classificarla come «entremetteuse» (donna di intrighi galanti) come mostrava una miniatura del 1776 che la raffigurava come mollemente abbandonata tra le braccia di un amante che cercava di distenderla su un canapé.
Nel 1778 Etta Palm viene reclutata come informatrice e inviata in missione nei Paesi Bassi. Sull'attività di Etta come spia doppiogiochista corsero voci sin dall'inizio della sua venuta in Francia dai Paesi Bassi nel 1774: la si indicava come «una degli agenti segreti della Prussia», esperta degli affari olandesi: un'indiscrezione questa che essa medesima confermava quando firmava le sue lettere «...baronessa d'Aelders, olandese, che si occupa degli affari della casata degli Orange (Baronne d'Aelders, hollandaise, faisant les affaires de la maison d'Orange...)». Baronessa «benché ella non avesse conosciuto altri baroni che quelli che l'avevano onorata delle loro visite» (quoique n'ayant connu d'autres barons que ceux qui l'avaient honorée de leurs visites).

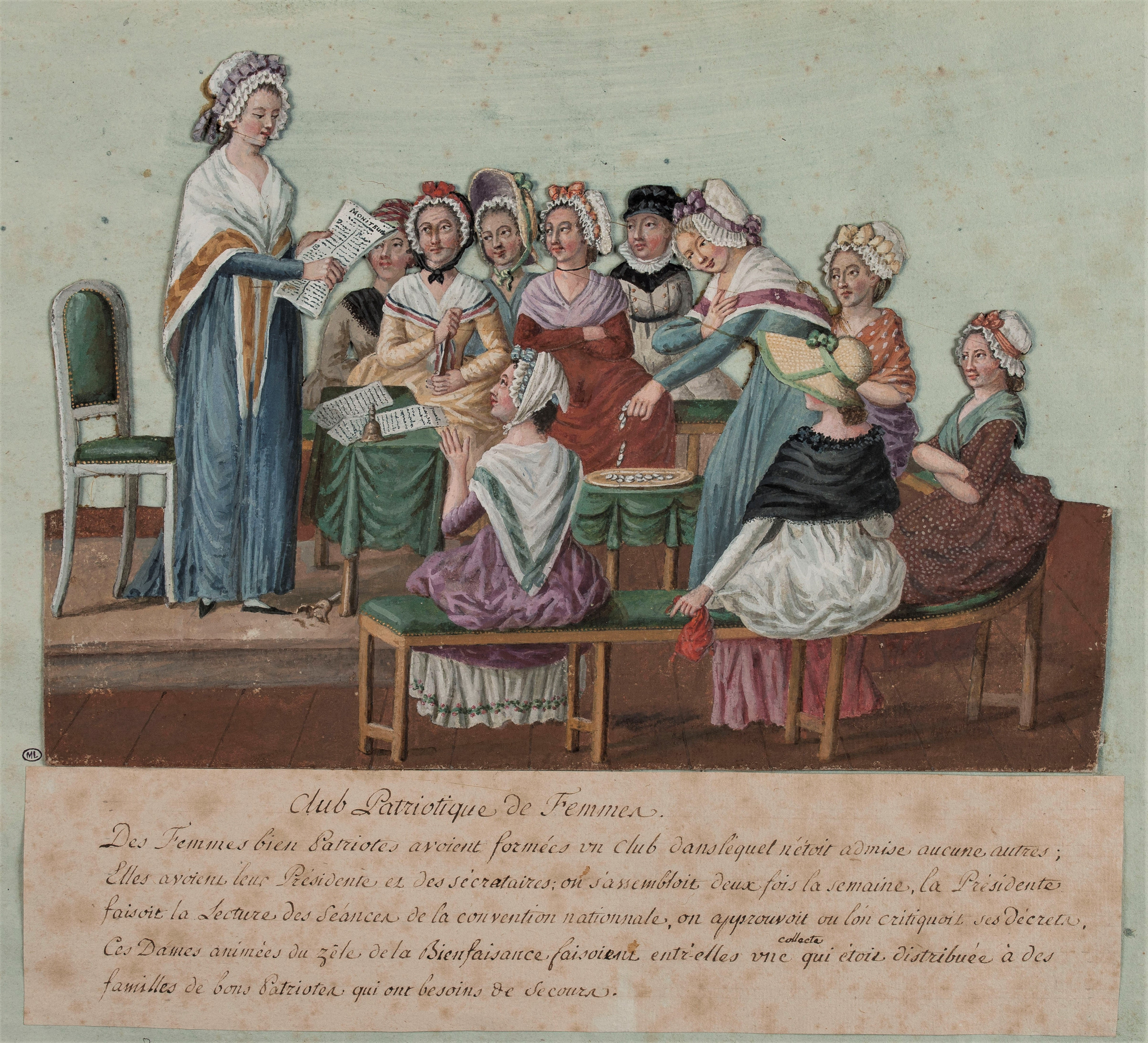
"Società patriottica e della beneficenza delle amiche della verità"

Tornata a Parigi dopo la missione olandese, ben rifornita di denaro, trasferì nel 1781, nella rue Fayard, la sua dimora e il suo salotto frequentato da orangisti olandesi, dagli ambasciatori accreditati a Versailles e dai più importanti ministri di Luigi XVI, dove si discuteva di politica internazionale piuttosto che di arte e letteratura.
Nel luglio del 1789 il suo salotto cominciò ad essere visitato dai deputati montagnardi Jean-Paul Marat, François Chabot e Claude Basire.
Da questo momento Etta Palm, pur rimanendo di simpatie monarchiche, divenne una fervente sostenitrice delle idee radicali illuministe.
Invitò l'Assemblea Costituente a dotare l'esercito di un corpo di amazzoni come «primo colpo a tutti i pregiudizi che si sono accumulati su noi donne» e avanzò il progetto di una «seconda rivoluzione nei costumi» al fine di abbattere la tirannia sessuale.
Idee che Etta propose il 30 dicembre 1790 direttamente al popolo con il suo Appel aux Françaises sur la régénération des moeurs et nécessité de l'influence des femmes dans un gouvernement libre, un discorso femminista pronunciato all'assemblea degli Amici della Verità.
«La giustizia chiede che le leggi, come l'aria e il sole, siano comuni a tutti gli esseri», osserva la Palm; invece «ovunque le leggi sono in favore degli uomini» e i pregiudizi confinano le donne in un ruolo secondario, trasformando così «il più dolce, il più sacro dei doveri, quello di sposa e madre, in una penosa e orribile schiavitù». Per uscirne, Etta Palm ritiene che sia necessaria una rivoluzione dei costumi, che abolisca la servitù femminile.
Nel 1791 Etta cercò senza risultato di organizzare una federazione nazionale dei gruppi di donne, ma il fallimento di questa iniziativa non la fece desistere: continuò a rivolgere i suoi appelli all'Assemblea a cui chiedeva l'uguaglianza di uomini e donne nelle professioni, nell'istruzione e nei diritti civili e politici.
Per necessità di denaro Etta accettò di entrare al servizio del ministro degli affari esteri Pierre Henri Hélène Tondu come spia francese. Si trasferì nei Paesi Bassi per riferire dell'attività degli emigrati francesi come Beaumarchais e Dumouriez.
Ma in realtà Etta era una spia "d'influenza" non di "informazioni":
Nel 1795 le armate rivoluzionarie francesi invasero i Paesi Bassi. Venne proclamata la Repubblica Batava ed Etta divenne sospetta per i suoi trascorsi passati di spia monarchica al servizio degli olandesi; fu imprigionata nella fortezza di Woerden e rilasciata per un'amnistia nel 1798. Per la sua salute, assai compromesa dalla prigionia, morì l'anno successivo alla sua liberazione.

## Scritti
- Sur l´injustice des Loix en faveur des Hommes, au dépens de Femmes, in The French Revolution and Human Rights: A Brief Documentary History, translated, edited, and with an introduction by Lynn Hunt (Bedford/St. Martin's: Boston/New York), 1996, 122–23.
- Appel aux Francoises sur la régénération des mœurs, et nécessité de l'influence des femmes dans un gouvernement libre, L'imprimerie du Cercle Social, probablement imprimé en juillet 1791. Facsimile in: Les femmes dans la révolution Française, T. 2, Paris, Edhis, 1982 et  sur Gallica.